# Fall into Sleep
«Fall into Sleep» es el cuarto y último sencillo del material discográfico Lost and Found, lanzado el 12 de abril de 2005.
«Fall into sleep» ocupó la posición número 4 en la lista de Mainstream Rock Tracks de Billboard. Es el primer video musical de la banda en incorporar animaciones.

## Posicionamiento
| Lista                  | Posición |
| ---------------------- | -------- |
| Mainstream Rock Tracks | 4        |